# ハク。
ハク。（英語: haku）は、日本の4人組バンド。所属事務所およびレーベルはSPACE SHOWER MUSIC。

## 概要
バンド名の由来は、音楽性や活動の方向性が縛られることなくより自由に何色にも染まれる色、ハク（＝白）句読点の「。」は、サークルに通ってできたバンドのため、最後に「。」を付けてハク。となった。
あい（Gt.＆Vo.）まゆ（Dr.）と、カノ（Ba.＆Cho.）となずな（Gt.）の高校が一緒であり、高校2年生の際に専門学校のサークル（高校生ライブイベント『BREAK OF LIMIT』から生まれた音楽サークルで平日の放課後の時間帯に高校生に向けて無料で講義を実施）で先生に勧められ、初対面だったがバンドを結成したのが始まりである。高校卒業後はメンバー全員が上記の専門学校に進み、活動を継続した。
毎年8月9日を「ハク。の日」としてイベントを開催している。

## メンバー
あい（2002年4月12日（23歳） - ）
ボーカル、ギター担当。
なずな（2002年12月19日（22歳） - ）
ギター担当。
カノ（2002年8月3日（23歳） - ）
ベース、コーラス担当。
まゆ（2003年2月12日（22歳） - ）
ドラム担当。

## 来歴
2019年
- 5月8日、ハク。結成。

2020年
- 4月4日、初音源の『アップルパイ』が音楽サイト「Eggs」にて公開
- 11月17日、大阪・LIVE SQUARE 2nd LINEにて初の自主企画イベント「ハク。pre. 『無重楽ーmuju-gaku ー』」を開催

2021年
- 3月15日、『BLUE GIRL』がWebドラマ「#青春カムイ」の主題歌に抜擢
- 3月24日、高校生限定の大会「BOLグランドチャンピオン大会」にてグランプリを獲得
- 3月29日、関西最大の十代才能発掘プロジェクト「十代白書」にてグランプリを獲得[1][4]
- 8月9日、大阪・LIVE SQUARE 2nd LINEにて2度目の自主企画イベント『ちっぽけボクらの』を開催[5]
- 9月26日、「KANSAI LOVERS 2021」大阪城音楽堂へ出演[6]

2022年
- 1月19日、1st Mini Album『若者日記』をリリース[7]
- 2月18日、東京・O-nestにて初の東京自主企画「若者日記-東京編-」を開催[8]
- 3月19日、大阪・LIVE SQUARE 2nd LINEにて初のワンマンライブ「若者日記-大阪編-」を開催[8]

2023年
- 3月8日、河野圭が全曲をプロデュースしたEP『僕ら』をリリース[9]。

2024年
12月2日、新曲「あいっ!」がシナぷしゅの12月のつきうたに起用され、初公開される。

## ディスコグラフィー

### デジタル・シングル
| 発売日         | タイトル                   |
| -------------- | -------------------------- |
| 2021年3月15日  | BLUE GIRL                  |
| 2021年3月31日  | 本物                       |
| 2021年4月21日  | ワタシ                     |
| 2021年7月14日  | hitonatsu                  |
| 2021年10月6日  | ふたり基地                 |
| 2021年12月15日 | カランコエ                 |
| 2022年11月30日 | ナイーブ女の子             |
| 2023年1月11日  | 無題                       |
| 2023年2月15日  | 直感way                    |
| 2023年5月31日  | 僕らじゃなきゃだめになって |
| 2024年7月24日  | dedede                     |
| 2024年10月2日  | 頭の中の宇宙               |
| 2024年12月2日  | あいっ!                    |
| 2025年5月2日   | 南新町                     |

### アルバム
|                | 発売日        | タイトル                   | 規格品番  | 収録曲 |
| -------------- | ------------- | -------------------------- | --------- | --- |
| 1st mini       | 2022年1月19日 | 若者日記                   | PECF-3265 | 全8曲 1. ワタシ 2. BLUE GIRL 3. 本物 4. カランコエ 5. ame. 6. hitonatsu 7. アップルパイ 8. ふたり基地                                                          |
| 1st Digital EP | 2023年3月8日  | 僕ら - EP                  |           | 全4曲 1. ハルライト 2. 直感way 3. ナイーブ女の子 4. 無題 |
| 1st            | 2023年8月9日  | 僕らじゃなきゃダメになって | PECF-3280 | 全10曲 1. 回転してから考える 2. 自由のショート 3. ナイーブ女の子 4. 直感way 5. 第六感 6. なつ 7. 無題 8. 君は日向 9. ハルライト 10. 僕らじゃなきゃだめになって |
| 2nd Digital EP | 2025年1月8日  | Catch                      |           | 全4曲 1. 奥二重で見る 2. dedede 3. 頭の中の宇宙 4. あいっ！ |

### 参加作品
| 発売日        | タイトル                       | 収録曲                | 備考 |
| ------------- | ------------------------------ | --------------------- | ---- |
| 2022年11月9日 | A夏目『青いとばりfeat.ハク。』 | 青いとばりfeat.ハク。 |      |

### ミュージック・ビデオ
| 公開日         | 作品タイトル                | ディレクター       |
| -------------- | --------------------------- | ------------------ |
| 2020年11月17日 | BLUE GIRL                   |                    |
| 2021年3月30日  | 本物                        | Wataru Yokoyama    |
| 2021年4月21日  | ワタシ                      | Wataru Yokoyama    |
| 2021年7月14日  | hitonatsu                   | Wataru Yokoyama    |
| 2021年10月8日  | ふたり基地                  | Wataru Yokoyama    |
| 2021年12月15日 | カランコエ                  | Wataru Yokoyama    |
| 2021年4月6日   | ハルライト（short version） | Akari Eda          |
| 2022年12月14日 | ナイーブ女の子              | 平野かのか         |
| 2023年1月12日  | 無題                        | 鈴木紫陽（ダダビ） |
| 2023年2月16日  | 直感way                     | ヤマサキセイタロウ |
| 2023年3月15日  | ハルライト                  | 児玉碧             |
| 2023年6月14日  | 僕らじゃなきゃだめになって  | Wataru Yokoyama    |
| 2023年7月12日  | 自由のショート              | Wataru Yokoyama    |
| 2023年8月11日  | 回転してから考える          |                    |
| 2024年8月9日   | dedede                      |                    |
| 2024年10月26日 | 頭の中の宇宙                |                    |

## 主なライブ

### 主催ライブ・ワンマンライブ
| 開催日          | タイトル                      | 備考                                                                                         |
| --------------- | ----------------------------- | -------------------------------------------------------------------------------------------- |
| 2020年11月17日  | 無重楽ーmuju-gakuー           | ＠LIVE SQUARE 2nd LINE w/ジャンキー58%/DAYBAG/FIVE LEAF CLOVER/En                            |
| 2021年8月9日    | ちっぽけボクらの              | ＠LIVE SQUARE 2nd LINE w/mogari after euphoria/POOLS/Re:name                                 |
| 2022年2月18日   | 若者日記~東京編~              | ＠spotify o-nest w/Monthly Mu & New Caledonia/Conton Candy/とけた電球                        |
| 2022年3月19日   | 若者日記~大阪編~              | ＠LIVE SQUARE 2nd LINE ワンマンライブ                                                        |
| 2024年3月30日   | ONE                           | ＠下北沢Flowers LOFT ワンマンライブ                                                          |
| 2024年8月9日    | ハク。の日                    | ＠心斎橋Music Club JANUS w/MONO NO AWARE                                                     |
| 2024年9月9日    | ウラハク。の日                | ＠Spotify O-Crest ワンマンライブ                                                             |
| 2024年12月1日   | ORIGIN                        | ＠心斎橋Live House Pangea ワンマンライブ                                                     |
| 2025年3月 - 4月 | 2nd E.P.『Catch』Release Tour | 全3公演 - 3/29 大阪・梅田Shangri-La - 4/6 愛知・名古屋HeartLand - 4/13 東京・代官山Space Odd |

## 出演

### CM
- STNet『Pikara』（2024年）[18]